# Max Bueno de Mesquita
Meijer "Max" Bueno de Mesquita (Amsterdam, 31 januari 1913 - 5 februari 2001) was een Nederlands kunstschilder, beeldhouwer en graficus.

## Levensloop
Bueno de Mesquita werd geboren in Amsterdam in een joods gezin. Hij was een van de vijf kinderen. Zijn moeder Margaretha de Swarte bracht haar kinderen de interesse voor kunst bij.
Hij volgde de HBS te Amsterdam en daarna van 1931 tot 1934 de Rijksakademie van beeldende kunsten aldaar. In 1932 won hij de Prix de Rome. In 1935 volgde hij een opleiding tot grafisch ontwerper. Omdat hij het plan opvatte naar Israël te emigreren, sloot hij zich aan bij de Joodse Jeugdfederatie en leerde het vak van metaalbewerker. Ook deed hij ervaring op in de landbouw. Zijn immigratie-aanvraag werd echter uitgesteld. In 1938 trouwde hij met Elisabeth de Jong.
Tijdens de Tweede Wereldoorlog dook het gezin van Bueno de Mesquita, met zijn vrouw en haar ouders onder. Ze werden echter ontdekt en naar Kamp Westerbork gebracht. Op 23 augustus 1943 kwamen ze aan in Auschwitz. Bueno de Mesquita werd tewerkgesteld in diverse concentratiekampen. Het grootste deel van zijn familie werd in de kampen vermoord. Zelf werd hij door de geallieerden bevrijd in april 1945 tijdens zijn verblijf in een kamp te Güsen.
In november 1945 keerde Bueno de Mesquita terug naar Amsterdam, waar hij zijn vrouw terugvond. Het huwelijk hield echter niet stand, en hij woonde van 1946 tot 1948 in Frankrijk en Italië. Wel werd in 1947 nog hun zoon Martin geboren.
In 1948 vocht Bueno de Mesquita mee in de Onafhankelijkheidsoorlog in Israël. Hierna keerde hij terug naar Nederland en hertrouwde in 1950, met Christina Frohwein. Ze scheidden 12 jaar later.
In 1966 trouwde hij voor de derde keer, met Hélène Lans, en zij kregen in datzelfde jaar een dochter: Kitty. Zij is vernoemd naar de zus van Max, die direct bij aankomst in Auschwitz werd vermoord terwijl ze zwanger was.
Bueno de Mesquita had in 1972 een zenuwinzinking en deed een zelfmoordpoging. Hij leed aan het concentratiekampsyndroom, en werd hiervoor behandeld door de bekende zenuwarts Jan Bastiaans.
De Holocaust speelt een belangrijke rol in zijn kunstwerken.

## Autobiografie
- Wat hebben jullie met onze meisjes gedaan? - Max Bueno de Mesquita